# Neukirchen an der Enknach
Neukirchen an der Enknach osztrák község Felső-Ausztria Braunau am Inn-i járásában. 2018 januárjában 2212 lakosa volt. 

## Elhelyezkedése

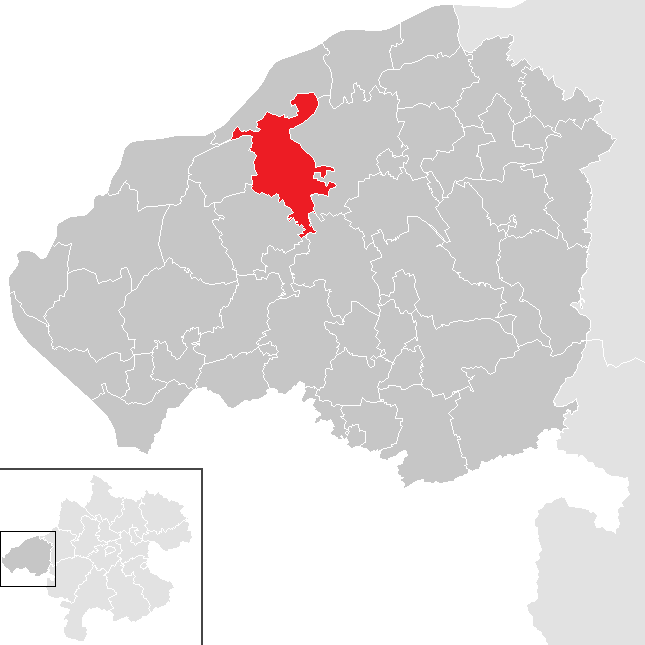
Neukirchen an der Enknach a Braunau am Inn-i járásban

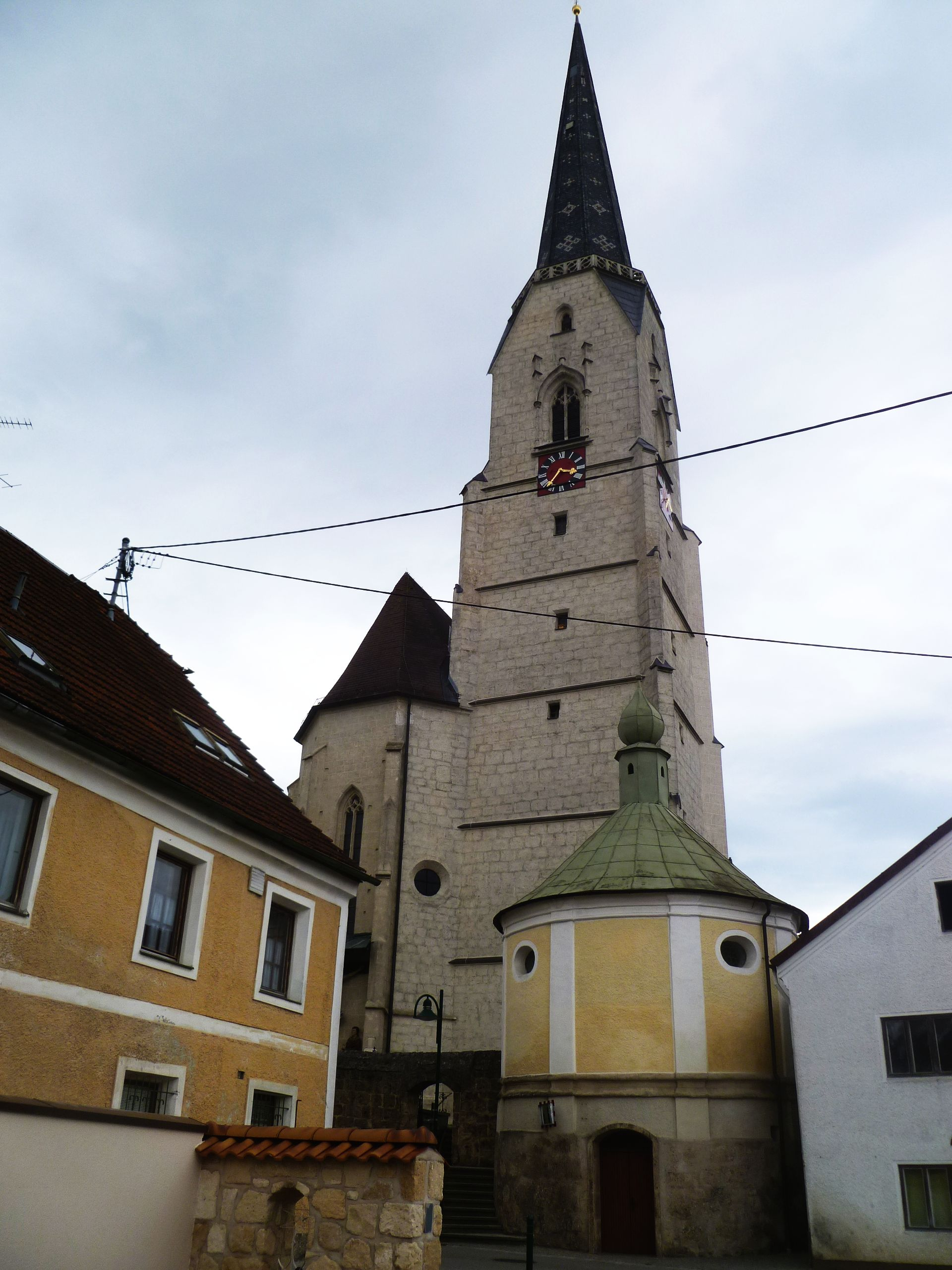
A Szűz Mária mennybevétele-plébániatemplom és a Szt. Sebestyén-kápolna

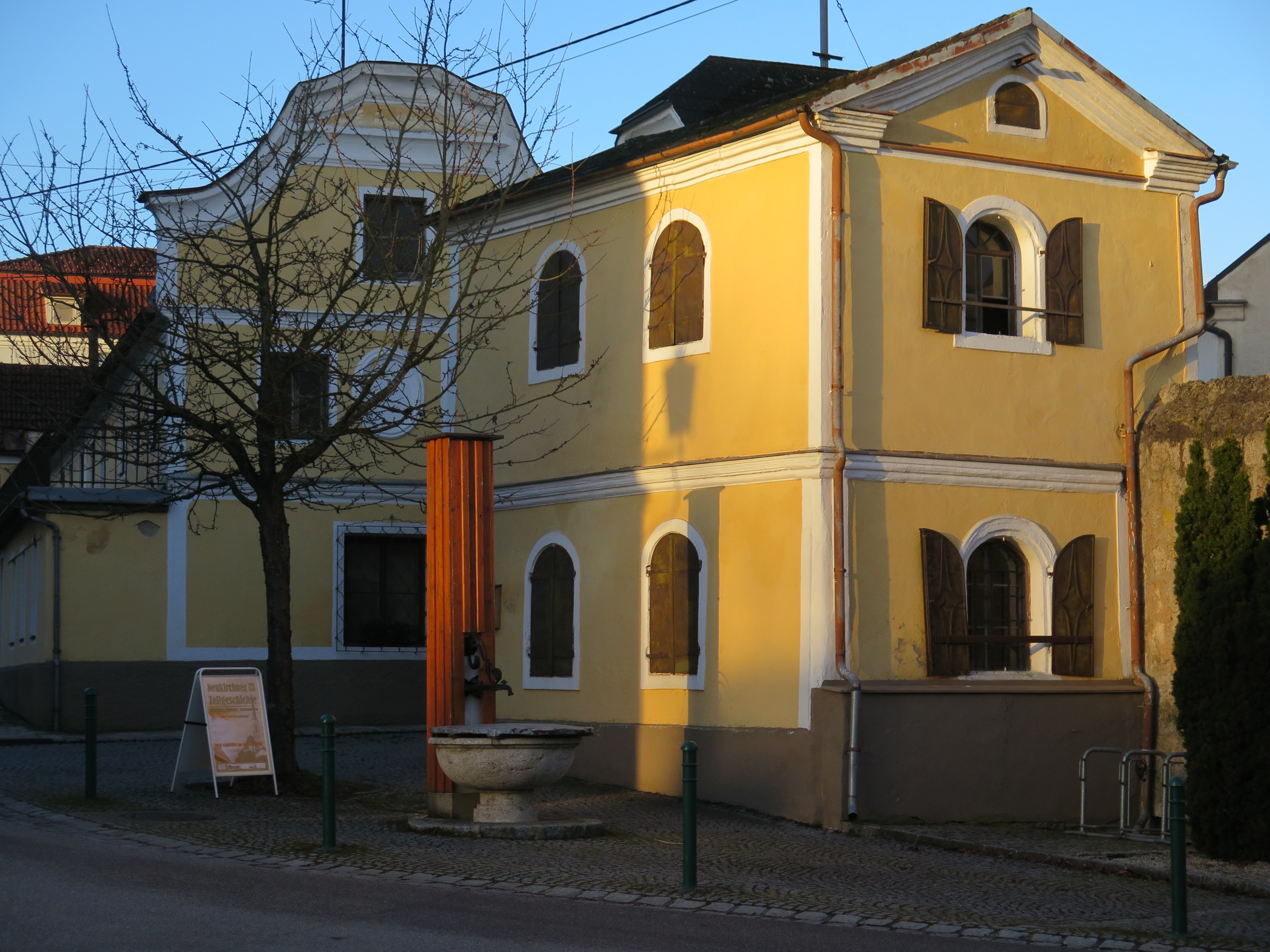
Műemléki védettségű volt kereskedőház és áruraktár

Neukirchen an der Enknach Felső-Ausztria Innviertel régiójában fekszik, az Enknach (az Inn mellékfolyója) mentén, a német határ közelében. Területének 28%-a erdő, 66% áll mezőgazdasági művelés alatt. Az önkormányzat 43 településrészt és falut egyesít: Apfenthal (21 lakos 2018-ban), Badhub (9), Bogendorf (148), Bründl (7), Brunn im Gries (27), Dietzing (101), Dorf (23), Eisenhub (19), Engelberg (11), Enknach (21), Eschberg (14), Friedrichsdorf (511), Gsotthub (21), Händschuh (76), Häusl (15), Hinterberg (5), Hof (1), Hollstraß (10), Kammerleiten (30), Kirchweg (10), Königsaich (7), Kottingauerbach (25), Lach (32), Maierhof (17), Neukirchen an der Enknach (418), Oberguggen (17), Oberthal (32), Österlehen (141), Paßberg (2), Rittersberg (18), Scheuhub (37), Schmalzhofen (18), Schützing (47), Solling (54), Spritzendorf (4), Stadlern (37), Stockhofen (23), Stoibergassen (14), Straß (111), Tausendengel (22), Unterguggen (24), Unterholz (5) és Wiesmaiern (27).
A környező önkormányzatok: északra Braunau am Inn, keletre Burgkirchen, délkeletre Pischelsdorf am Engelbach, délre Sankt Georgen am Fillmannsbach, délnyugatra Handenberg, nyugatra Schwand im Innkreis. 

## Története
Neukirchen területén hat, római korból származó halomsírt találtak, ebből kettőt a régészek feltártak. A falu alapításától kezdve 1779-ig Bajorországhoz tartozott, amikor azonban a bajor örökösödési háborút lezáró tescheni béke következtében a teljes Innviertel Ausztriához került át. A napóleoni háborúk során 1809-ben a régiót a franciákkal szövetséges Bajorország visszakapta, majd Napóleon bukása után ismét Ausztriáé lett.
A köztársaság 1918-as megalakulásakor Neukirchent Felső-Ausztria tartományhoz sorolták. Miután Ausztria 1938-ban csatlakozott a Német Birodalomhoz, az Oberdonaui gau része lett. A második világháború után a község visszakerült Felső-Ausztriához. 

## Lakosság
A Neukirchen an der Enknach-i önkormányzat területén 2018 januárjában 2212 fő élt. A lakosságszám 1939 óta többé-kevésbé gyarapodó tendenciát mutat. 2016-ban a helybeliek 93,7%-a volt osztrák állampolgár; a külföldiek közül 2,6% a régi (2004 előtti), 1% az új EU-tagállamokból érkezett. 1,6% a volt Jugoszlávia (Szlovénia és Horvátország nélkül) vagy Törökország, 1,1% egyéb országok polgára. 2001-ben a lakosok 91,3%-a római katolikusnak, 1,4% evangélikusnak, 2% mohamedánnak, 3,5% pedig felekezeten kívülinek vallotta magát. Ugyanekkor a legnagyobb nemzetiségi csoportot a német (96,6%) a bosnyákok alkották 1%-kal.
A lakosság számának változása:

| 2016 | 2 166 |
| 2018 | 2 212 |

## Látnivalók
- a Szűz Mária mennybevétele-plébániatemplomot 803-ban már megemlítik. A mai gótikus épület 1430-ban készült el. A középkori kerek csontházat 1764-ben Szt. Sebestyén-kápolnává alakították át.

## Fordítás
- Ez a szócikk részben vagy egészben  a   Neukirchen an der Enknach című német Wikipédia-szócikk ezen változatának fordításán alapul.  Az eredeti cikk szerkesztőit annak laptörténete sorolja fel. Ez a jelzés csupán a megfogalmazás eredetét és a szerzői jogokat jelzi, nem szolgál a cikkben szereplő információk forrásmegjelöléseként.